# Teising
Teising est une commune de Bavière (Allemagne) de 1 868 habitants, située dans l'arrondissement d'Altötting, en Haute-Bavière.